# Col Chinook
Le col Chinook (Chinook Pass en anglais) est un col de montagne de la chaîne des Cascades, situé à 1 656 mètres d'altitude, dans l'État de Washington, aux États-Unis. Il marque l'entrée dans le parc national du mont Rainier, laquelle est matérialisée par la Chinook Pass Entrance Arch.